# Franciszek I saski
Franciszek I (ur. 1510, zm. 19 marca 1581) – książę saski na Lauenburgu.
Był synem Magnusa I, księcia saskiego na Lauenburgu, i Katarzyny brunszwickiej. 8 lutego 1540 w Dreźnie poślubił Sybillę, córkę Henryka, księcia Saksonii. Z tego małżeństwa pochodzili:
- Albrecht, ur. 1542, zm. 1544,
- Dorota, ur. 1543, zm. 1586, żona Wolfganga, księcia brunszwickiego na Grubenhagen,
- Magnus II, ur. 1543, zm. 1603, książę saski na Lauenburgu,
- Franciszek II, ur. 1547, zm. 1619, książę saski na Lauenburgu,
- Sydonia Katarzyna, zm. 1594, żona Wacława III Adama, księcia cieszyńskiego,
- Henryk, ur. 1550, zm. 1585, administrator arcybiskupstwa Bremy,
- Maurycy, ur. 1551, zm. 1612,
- Urszula, ur. 1552 lub 1553, żona Henryka, księcia brunszwickiego na Dannenbergu,
- Fryderyk, ur. 1554, zm. 1586, kanonik w Kolonii.